# Episodi di Duel Masters (prima stagione)
Duel Masters (デュエル・マスターズ?, Dyueru Masutāzu) è stato trasmesso originalmente in Giappone dal 21 ottobre 2002 al 31 marzo 2003 su TV Tokyo, rete che ha mandato in onda i primi 18 episodi e 6 speciali, ed in seguito è stato riproposto per intero su Kids Station dal 2 novembre seguente e ha terminato la messa in onda il 22 dicembre 2003. In Italia è andato in onda dal 13 settembre al 18 ottobre 2004 su Cartoon Network e in chiaro dal 31 gennaio 2005 su Rai 2.

Il logo della serie

Nella versione originale giapponese la sigla d'apertura impiegata nei primi cinque episodi è Yume gakanau to ki (夢が叶うとき? lett. "Quando i sogni diventano realtà"), ovvero un brano strumentale, il quale a partire dalla sesta puntata verrà sostituito dalla sua rispettiva versione cantata da Nao. In chiusura invece viene adoperata una sigla strumentale per tutti gli episodi. In seguito la sigla iniziale di questa serie verrà poi riutilizzata come tema d'apertura di Duel Masters Charge.
In Italia invece sono state utilizzate due sigle differenti intitolate semplicemente Duel Masters, la prima è quella statunitense che venne utilizzata sia in versione strumentale che in quella cantata nella trasmissione su Cartoon Network e poi nella sola versione cantata su Rai 2 e su alcune televisioni locali. La seconda sigla, anche questa omonima della serie animata, è cantata da Santo Verduci ed è stata utilizzata nelle emittenti televisive locali che presentavano il contenitore Contacoons.
Nella prima stagione di Duel Masters, il giovane duellante Shobu Kirifuda cerca di farsi strada verso la celebrità, in modo da seguire anche le orme del padre e diventare un maestro Kaijudo, aiutato dal suo mentore Knight e dai suoi amici Rekuta, Sayuki e Mimi, combatterà contro molti avversari come il "Dio della morte" Kokujo, il leader dei Soldati Bianchi Hakuoh e anche Master, il padrone del Tempio.

## Lista episodi
| Nº | Titolo italiano Giapponese 「Kanji」 - Rōmaji - Traduzione letterale                                                                                  | In onda          | In onda           |
| Nº | Titolo italiano Giapponese 「Kanji」 - Rōmaji - Traduzione letterale                                                                                  | Giapponese       | Italiano          |
| 1  | La prima sconfitta 「これがデュエルだ!」 - Kore ga Dyueru da! – "Questo è un duello!"                                                                 | 21 ottobre 2002  | 13 settembre 2004 |
| 2  | Le regole del gioco 「忍びよる影」 - Shinobi yoru kage – "Un'ombra strisciante"                                                                       | 28 ottobre 2002  | 14 settembre 2004 |
| 3  | Il duellante misterioso 「暗黒の挑戦者」 - Ankoku no chōsen-sha – "Lo sfidante oscuro"                                                                | 4 novembre 2002  | 15 settembre 2004 |
| 4  | L'importante non è vincere 「勝利を目指せ!」 - Shōri wo mezase! – "Punta alla vittoria!"                                                              | 11 novembre 2002 | 16 settembre 2004 |
| 5  | Shobu alle finali 「バトルアリーナへ」 - Batoru Arīna e – "Alla Battle Arena"                                                                         | 18 novembre 2002 | 17 settembre 2004 |
| 6  | Sfida all'ultimo wok 「白凰、奇跡のデュエル」 - Hakuō, kiseki no Dyueru – "Hakuoh, duello del miracolo"                                               | 25 novembre 2002 | 20 settembre 2004 |
| 7  | La danza delle vipere 「蛇美羅の罠」 - Jamira no wana – "La trappola di Jamira"                                                                       | 2 dicembre 2002  | 21 settembre 2004 |
| 8  | Viaggio dal passato 「激闘!進化クリーチャー」 - Gekitō! Shinka Kurīchā – "Battaglia feroce! L'evoluzione della creatura"                              | 9 dicembre 2002  | 22 settembre 2004 |
| 9  | Il segreto del tempio 「神殿へ」 - Shinden e – "Al Tempio"                                                                                            | 16 dicembre 2002 | 23 settembre 2004 |
| 10 | Il sogno di Shobu 「新たなる切り札」 - Arata naru kirifuda – "Una nuova carta vincente"                                                               | 23 dicembre 2002 | 24 settembre 2004 |
| SP | 「おはスタ年忘れSP DMアニメ総集編!!」 - Ohasuta toshiwasure SP DM anime sōshūhen!! – "Dimenticare l'anno con Ohasuta, SP riassuntivo dell'anime DM!!" | 29 dicembre 2002 | inedito           |
| 11 | Le chiavi del tempio 「マナをあやつる男」 - Mana o ayatsuru otoko – "Il manipolatore di mana"                                                         | 6 gennaio 2003   | 27 settembre 2004 |
| 12 | La ballata di Kintaro 「その名は四天衆!」 - Sono na wa Shitenshū! – "Il loro nome è I Quattro Imperiali!"                                             | 13 gennaio 2003  | 28 settembre 2004 |
| 13 | Una dura sconfitta 「速攻VS速攻」 - Sokkō VS sokkō – "Velocità VS velocità"                                                                           | 20 gennaio 2003  | 29 settembre 2004 |
| 14 | Il guardiano del tempio 「炎の大逆転」 - Honō no dai gyakuten – "L'inversione del fuoco"                                                              | 27 gennaio 2003  | 30 settembre 2004 |
| 15 | Uno scherzo del destino 「黄昏の四天衆」 - Tasogare no Shitenshū – "Tasogare dei Quattro Imperiali"                                                   | 3 febbraio 2003  | 1º ottobre 2004   |
| 16 | Il segreto di Mimi 「ミミの決意」 - Mimi no ketsui – "La determinazione di Mimi"                                                                      | 10 febbraio 2003 | 4 ottobre 2004    |
| SP | 「デュエル・マスターズカード・ファイル」 - Dyueru Masutāzu Kādo Fairu – "Duel Masters Card File"                                                      | 14 febbraio 2003 | inedito           |
| SP | 「デュエル・マスターズカード・ファイル」 - Dyueru Masutāzu Kādo Fairu – "Duel Masters Card File"                                                      | 24 febbraio 2003 | inedito           |
| SP | 「デュエル・マスターズカード・ファイル」 - Dyueru Masutāzu Kādo Fairu – "Duel Masters Card File"                                                      | 3 marzo 2003     | inedito           |
| 17 | I gemelli 「最低のデュエリスト」 - Saitei no Dyuerisuto – "Il peggior duellante di sempre"                                                            | 10 marzo 2003    | 5 ottobre 2004    |
| 18 | Il quarto guardiano 「迫り来る影」 - Semari kuru kage – "Un'ombra incombente"                                                                         | 17 marzo 2003    | 6 ottobre 2004    |
| SP | 「切札勝舞・熱血デュエル!」 - Kirifuda Shōbu nekketsu Dyueru! – "Il duello a sangue caldo di Shobu Kirifuda!"                                         | 24 marzo 2003    | inedito           |
| SP | 「切札勝舞・熱血デュエル!」 - Kirifuda Shōbu nekketsu Dyueru! – "Il duello a sangue caldo di Shobu Kirifuda!"                                         | 31 marzo 2003    | inedito           |
| 19 | Che vinca il migliore! 「笑う死神」 - Warau shinigami – "Ridendo al dio della morte"                                                                  | 11 dicembre 2003 | 7 ottobre 2004    |
| 20 | Lotta all'ultima carta 「発動!真のデュエル」 - Hatsudō! Shin no Dyueru – "Attivazione! Un vero duello"                                                | 12 dicembre 2003 | 8 ottobre 2004    |
| 21 | Pericolo allo stadio 「決戦!」 - Kessen! – "Battaglia decisiva!"                                                                                      | 15 dicembre 2003 | 11 ottobre 2004   |
| 22 | Un duello memorabile 「最後の切り札」 - Saigo no kirifuda – "L'ultima carta vincente"                                                                 | 16 dicembre 2003 | 12 ottobre 2004   |
| 23 | Quattro sfidanti e un bebè 「新たなる挑戦者」 - Aratanaru chōsen-sha – "Un nuovo sfidante"                                                            | 17 dicembre 2003 | 13 ottobre 2004   |
| 24 | Un piccolo grande sfidante 「デュエリストキラー」 - Dyuerisuto Kirā – "Duelist Killer"                                                                | 18 dicembre 2003 | 14 ottobre 2004   |
| 25 | La sconfitta di Shobu 「勝舞、夕日に散る」 - Shōbu, yūhi ni chiru – "Shobu cade verso il tramonto"                                                    | 19 dicembre 2003 | 15 ottobre 2004   |
| 26 | Il mondo delle creature 「よみがえれ、勝舞!」 - Yomigaere, Shōbu! – "Rivivi, Shobu!"                                                                  | 22 dicembre 2003 | 18 ottobre 2004   |

## Home video

### Giappone
Gli episodi di Duel Masters sono stati pubblicati per il mercato home video nipponico in edizione DVD dal 21 gennaio al 16 giugno 2004.
| N° | Data             | Episodi | Fonte  |
| -- | ---------------- | ------- | ------ |
| 1  | 21 gennaio 2004  | 1-2     | [ 18 ] |
| 2  | 18 febbraio 2004 | 3-5     | [ 20 ] |
| 3  | 17 marzo 2004    | 6-8     | [ 21 ] |
| 4  | 17 marzo 2004    | 9-11    | [ 21 ] |
| 5  | 21 aprile 2004   | 12-14   | [ 22 ] |
| 6  | 21 aprile 2004   | 15-17   | [ 22 ] |
| 7  | 19 maggio 2004   | 18-20   | [ 23 ] |
| 8  | 19 maggio 2004   | 21-23   | [ 23 ] |
| 9  | 16 giugno 2004   | 24-26   | [ 19 ] |

### Italia
Gli episodi di Duel Masters sono stati pubblicati per il mercato home video italiano da Paramount Pictures in edizione VHS e DVD dal 21 aprile al 4 novembre 2005, fermandosi al secondo volume e lasciando così la serie incompleta. I DVD contengono le tracce audio in italiano, inglese, spagnolo, francese ed olandese mentre i sottotitoli sono presenti solo in italiano.
| N° | Data            | Episodi | Fonte  |
| -- | --------------- | ------- | ------ |
| 1  | 21 aprile 2005  | 1-4     | [ 26 ] |
| 2  | 4 novembre 2005 | 5-8     | [ 27 ] |